# Samir Amin
Samir Amin (en árabe: سمير أمين) (El Cairo, Egipto; 3 de septiembre de 1931-París, Francia; 12 de agosto de 2018) fue un economista, geopolítico, científico y escritor egipcio. Fue uno de los pensadores neomarxistas más importantes de su generación, pese a que él no se consideraba neomarxista e incluso criticaba a este movimiento. Desarrolló sus estudios sobre política, estadística y economía en París.

## Biografía
Samir Amin nació en El Cairo de padre egipcio y madre francesa (ambos médicos). Pasó su infancia y juventud en Port Said, donde asistió a la escuela secundaria. De 1947 a 1957 estudió en París, obteniendo un diploma en Ciencias Políticas (1952) y luego una licenciatura en Estadística (1956) y Economía (1957). Escribió en su autobiografía, "Itinéraire intellectuel" (1990), que para dedicar un tiempo considerable a las "acciones radicales", solo podía dedicar un mínimo de tiempo a prepararse para los exámenes universitarios. Después de llegar a París, Amin se unió al Partido Comunista Francés (PCF), pero luego se distanció del marxismo soviético y por un tiempo se unió a los círculos maoístas. En 1957 publicó su disertación, supervisada por François Perroux y otros, originalmente titulada Los orígenes del subdesarrollo: la acumulación capitalista en el mundo, luego retitulada Anterior El impacto estructural de la integración internacional de las economías capitalistas. Un estudio teórico de los mecanismos que producen las llamadas economías subdesarrolladas.
Después de completar su tesis, Amin regresó a El Cairo, donde trabajó como investigador en el Instituto de Gestión Económica de 1957 a 1960. En 1963 recibió una beca del Instituto Africano de Planificación y Desarrollo Económico.

## Pensamiento
Dedicó gran parte de su obra al estudio de las relaciones entre los países desarrollados y los subdesarrollados, las funciones de los estados en estos países y principalmente a los orígenes de esas diferencias, las cuales se encontrarían en las bases mismas del capitalismo y la mundialización. Para Amin, la mundialización es un fenómeno tan antiguo como la humanidad, sin embargo, en las antiguas sociedades ésta ofrecía oportunidades para las regiones menos avanzadas de alcanzar a las demás. Por el contrario la mundialización moderna, asociada al capitalismo, es polarizante por naturaleza, es decir que la lógica de expansión mundial del capitalismo produce en sí misma una desigualdad creciente entre los socios del sistema.

### Tesis de la desconexión
Uno de los conceptos centrales de los estudios de Amin es la "tesis de la desconexión", el cual desarrolla en su libro La desconexión publicado en 1988. En el marco de esta obra elabora una serie de propuestas acerca de la necesidad de que los países subdesarrollados se "desconecten" del sistema capitalista mundial. Esta necesidad de desconectarse no está planteada, según Amin, en términos de autarquía, sino como necesidad de abandonar los valores que parecen estar dados naturalmente por el capitalismo, para lograr poner en pie un internacionalismo de los pueblos que luche contra este. La necesidad de desconexión es el lógico resultado político del carácter desigual del desarrollo del capitalismo, pero también la desconexión es una condición necesaria para cualquier avance socialista, tanto en el Norte como en el Sur.

### Crítica a la globalización
Crítico de la globalización, Amin ve en ella una coartada detrás de la cual se esconde una ofensiva del capital, que quiere aprovecharse de las nuevas relaciones de fuerza que le son más favorables para aniquilar las conquistas históricas de las clases obreras. Estas relaciones de fuerza favorables están así planteadas desde la caída del bloque soviético. Para Amin la etapa que va desde el fin de la Segunda Guerra Mundial (1945) hasta el desmoronamiento de la URSS y sus satélites (1989-1991) significó una etapa de ascenso de movimientos de liberación en los países del tercer mundo y de progreso en sus economías ya que se vieron beneficiados por la competencia Este-Oeste. A partir del derrumbe de la URSS el triunfo del capital es total y este encuentra condiciones más favorables para dar marcha atrás en los logros de los pueblos. Amin discute la idea de la mundialización como logro de la humanidad, como máxima meta del progreso humano. Sin embargo, el discurso dominante haría de la mundialización una obligación absoluta, una ley incuestionable contra la que no se puede hacer nada. Aún más, la mundialización sólo tendría un aspecto, la que se nos propone en su nombre, siendo todas las demás forzosamente utopías.

### Crítica al comunismo soviético
Dentro del pensamiento de Amin también pueden encontrarse fuertes críticas al comunismo de tipo soviético. La principal es precisamente que no llegó a ser socialista. Muy por el contrario, lo que hizo fue establecer un nuevo tipo de burguesía (la Nomenklatura) que se miraba, en todas sus aspiraciones, en el espejo de Occidente cuyo modelo ansiaba reproducir. Amin plantea que el socialismo significa no solo la abolición de la propiedad privada, sino también (e incluso más) otras relaciones con respecto al trabajo que las que definen el estatuto del asalariado y la construcción de un sistema que permita a la sociedad en su conjunto (y no a un aparato que opere en su nombre) dominar su devenir social, lo que a su vez implica la construcción de una democracia avanzada, más avanzada que la burguesa. Sin embargo, la sociedad soviética no solo no se diferenciaba de la burguesa en estos puntos, sino que cuando se diferenciaba era para peor.

## Principales publicaciones en español
- Hassan Riad, Egipto, fenómeno actual; Nova Terra, Barcelona, 1969.
- Categorías y Leyes fundamentales del capitalismo; Nuestro Tiempo, México, 1973.
- El capitalismo periférico; Nuestro Tiempo, México, 1973.
- Desarrollo desigual; Nuestro Tiempo, México, 1973.
- Capitalismo periférico y comercio internacional; Ediciones Periferia, Buenos Aires, 1974.
- El desarrollo desigual, ensayo sobre las formaciones sociales del capitalismo periférico; Libros de confrontación, Barcelona, 1974.
- Elogio del socialismo, El capitalismo: una crisis estructural, Feminismo y lucha de clases (en col. con Eynard y Stuckey); Ed. Anagrama, Barcelona, 1974.
- La acumulación a escala mundial; Siglo XXI, Buenos Aires y México, 1975.
- Sobre la transición; Ed. Zero, Madrid, 1975.
- Los Angeles, U.S. of Plastika (en coll. Con Eynard), C’est une crise de l’impérialisme, les aires culturelles; Ed. Anagrama, Barcelona, 1975.
- Imperialismo y comercio internacional. El intercambio desigual; Siglo XXI, Madrid, 1976.
- Clases y naciones en el materialismo histórico; El Viejo Topo, Barcelona, 1979.
- La ley del valor y el materialismo histórico; Fondo de Cultura Económica, México, 1981.
- Dinámica de la crisis global; Siglo XXI, México, 1987.
- La deconexión, hacia un sistema mundial policéntrico; IEPALA, Madrid, 1988.
- El Eurocentrismo; Siglo XXI, México, 1989.
- Capitalismo y sistema mundo; Lafarga edicions, Barcelona, 1993.
- El Juego de la Estrategia en el Mediterráneo; IEPALA, Madrid, 1993.
- El Fracaso del desarrollo en África y en el Tercer Mundo, un análisis político; IEPALA, Madrid, 1994.
- Los desafíos de la mundialización; Siglo XXI, México, 1997.
- El capitalismo en la era de la globalización; Paidos, Barcelona, Buenos Aires, México, 1998.
- Los fantasmas del capitalismo; El Ancora, Bogotá, 1999.
- Miradas a un medio siglo, Itinerario intelectual 1945-1990; IEPALA Madrid; Plural – La Paz, 1999.
- El hegemonismo de los Estados Unidos y el desvanecimiento del proyecto europeo; Ed. El Viejo Topo, Madrid, 2001.
- Crítica del nuestro tiempo; Siglo XXI, México, 2001.
- Más allá del capitalismo senil; El viejo topo, Barcelona, 2003.
- Por la Quinta Internacional; El viejo topo, Barcelona, 2005.
- La Crisis. Salir de la crisis del capitalismo o salir del capitalismo en crisis; El viejo topo, Barcelona, 2009.
- El socialismo en el siglo XXI: reconstruir la perspectiva socialista; IEPALA, Madrid, 2009.
- Modernidad, religión, democracia. Crítica del eurocentrismo, crítica de los culturalismos; IEPALA, Madrid, 2010.